# Shōzō Endō
Shōzō Endō (遠藤章造, Endō Shōzō), né le 13 juillet 1971, est un owarai tarento (humoriste) japonais. Il fait partie du duo comique Cocorico avec Naoki Tanaka. 
Depuis le début de sa carrière en 1992, ses activités sont nombreuses : animateur de télévision, apparition dans des films et des séries en tant qu'acteur, chanteur, et enfin Youtubeur depuis 2020.

## Biographie

### Une jeunesse marquée par le baseball
Grand fan du joueur de baseball Masayuki Kakefu, Endô commence à jouer à ce sport dès le CE1. Au collège, son futur partenaire comique, Naoki Tanaka, faisait également partie du club de baseball et observait le jeu d’Endô. Tanaka disait à ce propos : ≪ Son niveau était surélevé, c’était le genre de personne qui pouvait devenir pro.≫ 
Lors de son entrée au lycée, Endô s’est fait approcher par sept grandes écoles. Il refusa d’en rejoindre une à Osaka à cause de la compétition féroce et finit par intégrer le lycée Sangawa dans la préfecture de Kagawa. Il devint le capitaine de l’équipe en terminale et des recruteurs d’équipes nationales (Chunichi Dragons, Hiroshima Toyo Carp) sont venus le regarder jouer. 

## Émissions télévisées
- Ashita ga Arusa (NTV, 2001)
- Kangei! Danjiki Goikkosama (NTV, 2001)
- Yoiko no Mikata as Sasaki Shuzo (NTV, 2003)
- Dokushin 3 (TV Asahi, 2003)
- Namahoso wa Tomaranai (TV Asahi, 2003)
- PS Rashōmon as Anzen Yutaka (TV Asahi, 2006)
- Aibō 5 (TV Asahi, 2007, épisode 11)
- Hirunandesu! (NTV)

## Filmographie
- Kishiwada shônen gurentai: Yakyudan (2000)
- All About Our House | Minna no ie (2001) - Martien
- Tokyo.Sora (2002)
- There's Always Tomorrow | Ashita ga aru sa: The Movie (2002) - Endo
- Dark Tales Of Japan (2004)
- Angels with Broken Wings | Tsubasa no oreta tenshitachi (Fuji TV / 2006)
- Castle Under Fiery Skies (2009)